# Alida Valliová
Alida Valliová, vlastním jménem Alida Maria Laura Altenburger Freiin von Markenstein und Frauenberg (31. května 1921 Pula – 22. dubna 2006 Řím) byla italská filmová a divadelní herečka. Její otec byl profesor muzikologie a baron tyrolského původu, matka byla klavíristka. Jejím strýcem byl fašistický politik Ettore Tolomei.

## Životopis
Ve filmu debutovala jako třináctiletá a od patnácti let navštěvovala římské Centro Sperimentale di Cinematografia. Pro svůj půvab se stala hvězdou romantických komedií žánru nazývaného Telefoni Bianchi (bílé telefony, podle toho, že se zpravidla odehrávaly v luxusním prostředí). V roce 1944 se provdala za hudebního skladatele Oscara de Mejo a odešli spolu do USA, uzavřela smlouvu s producentem Davidem O. Selznickem a hrála titulní roli v Hitchcockově filmu Případ Paradineová, vystupovala také v Lux Radio Theatre. V roce 1954 hrála hlavní roli v dramatu Luchina Viscontiho Vášeň, natočeném podle stejnojmenného románu Camilla Boita. Spolupracovala také s Michelangelem Antonionim (Výkřik), Claudem Chabrolem (Ofélie), Pierem Paolem Pasolinim (Oidipus Král) a Bernardem Bertoluccim (Dvacáté století, Luna).
Obdržela cenu David di Donatello za hlavní roli ve filmu La caduta degli angeli ribelli (1982) a za celoživotní dílo (1991), Nastro d'Argento za hlavní roli v adaptaci Evženie Grandetové (1947) a Zlatého lva za přínos světové kinematografii (1997), byla nominována na Zlatý glóbus za hlavní ženskou roli v mexickém filmu Hadrář (1963).

## Filmografie
- 1934 Třírohý klobouk
- 1937 To jsem byl já
- 1940 Útěk z Andělského hradu
- 1940 Manon Lescaut
- 1941 Malý starý svět
- 1942 Neviditelná pouta
- 1943 Směj se, paňáco
- 1946 Evženie Grandetová
- 1947 Případ Paradineová
- 1949 Třetí muž
- 1951 Zázraky se dějí jen jednou
- 1954 Vášeň
- 1957 Velká modrá cesta
- 1957 Výkřik
- 1957 Muž v krátkých kalhotách
- 1958 Klenotníci měsíčního svitu
- 1959 Podepsán Arsen Lupin
- 1960 Oči bez tváře
- 1961 Tak dlouhá nepřítomnost
- 1962 The Happy Thieves
- 1963 Ofélie
- 1963 Hadrář
- 1967 Oidipus král
- 1970 Strategie pavouka
- 1972 První klidná noc
- 1974 Antikrist
- 1974 Lola
- 1976 XX. století
- 1976 Přejezd Kassandra
- 1977 Miluji tě, Berlinguere
- 1979 Luna
- 1980 Inferno
- 1981 Sezona mira u Parizu
- 1982 Zakázané sny
- 1985 Utajená tajemství
- 1995 Měsíc u jezera
- 2002 Semana Santa